# Cal Garra de la Guàrdia Lada
Cal Garra de la Guàrdia Lada és una obra del poble de la Guàrdia Lada, al municipi de Montoliu de Segarra (Segarra) inclosa a l'Inventari del Patrimoni Arquitectònic de Catalunya.

## Descripció
Habitatge en procés de rehabilitació i reestructuració, situat dins del nucli urbà, entre mitgeres. L'edifici és de planta rectangular, estructurat a partir de planta baixa, primer pis i golfes, i aprofita els seus baixos per situar un pas cobert.

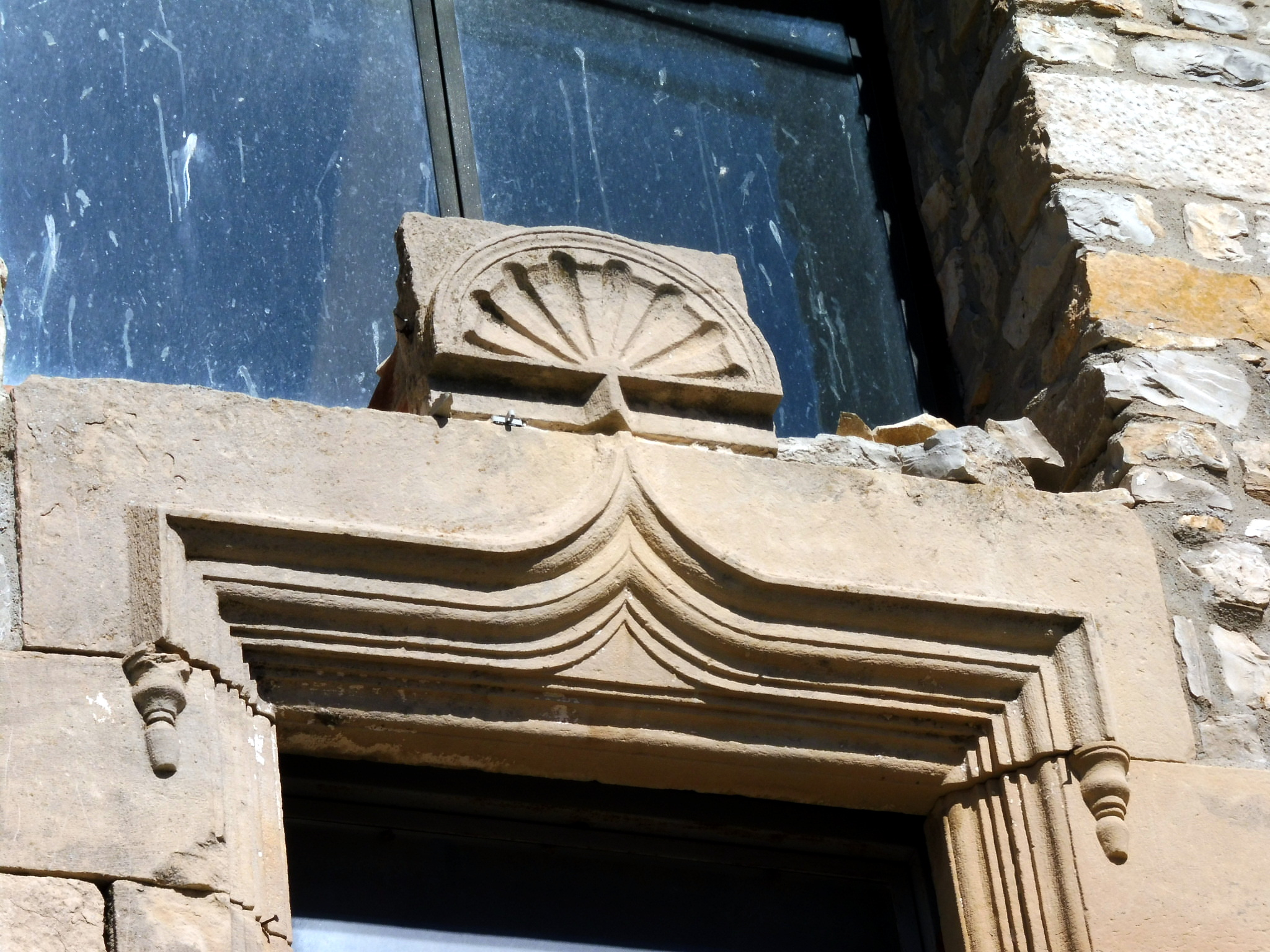
Motllures del balcó

 Aquest pas cobert està delimitat per dos portals: el primer, d'entrada des de l'exterior, és d'arc de mig punt adovellat, a diferència del segon portal que és allindat. Malgrat les obres que s'estan realitzant a l'edifici, així com, el mal estat de conservació de les estructures primitives, encara conserva la decoració del balcó situat a la façana exterior. Es tracta d'un balcó d'estructura allindanada amb treball motllurat i un guardapols amb acabat conopial; i també disposa de tres mènsules molt erosionades sota la seva llosana. L'obra presenta un parament paredat, amb presència de carreus de mida mitjana, a les obertures de la façana exterior.